# Polystichum machaerophyllum
Polystichum machaerophyllum är en träjonväxtart som beskrevs av Annie Trumbull Slosson. Polystichum machaerophyllum ingår i släktet Polystichum och familjen Dryopteridaceae. Inga underarter finns listade.